# Арганати
Аргана́ти (каз. Арғанаты) — станційне селище у складі Саркандського району Жетисуської області Казахстану. Входить до складу Лепсинського сільського округу.
Населення — 19 осіб (2021; 40 у 2009, 48 у 1999, 52 у 1989).